# لورل (اورگن)
لورل (به انگلیسی: Laurel) یک منطقهٔ مسکونی در ایالات متحده آمریکا است که در شهرستان واشینگتن، اورگن واقع شده‌است. لورل ۶۰٫۰۵ متر بالاتر از سطح دریا واقع شده‌است.